# Eleição municipal de Ribeirão Preto em 1996
A Eleição municipal de Ribeirão Preto ocorreu no dia 3 de outubro de 1996, para a eleição de um prefeito, um vice-prefeito e mais 15 vereadores. O prefeito Antônio Palocci Filho (PT) terminara seu mandato em 1º de janeiro do ano seguinte.
Como nenhum dos candidatos atingiram 50+1% houve segundo turno em 15 de novembro do mesmo ano entre Sérgio Roxo (PT) e Luiz Roberto Jábali (PSDB), vencendo a disputa eleitoral Luiz Roberto Jábali, governando a cidade pelo período de 1º de janeiro de 1997 a 31 de dezembro de 2000.
A cidade, contava com 285.158 eleitores.

## Candidatos a prefeito
|  | Nº | Candidato(a) a prefeito | Candidato(a) a prefeito                                 | Candidato(a) a vice-prefeito | Candidato(a) a vice-prefeito                       | Coligação |
|  | -- | ----------------------- | ------------------------------------------------------- | ---------------------------- | -------------------------------------------------- | --- |
|  | 11 |                         | João Gilberto (PPB) João Gilberto Sampaio               |                              | n/d (PPB)                                          | Sem coligação - Partido Progressista Brasileiro (PPB)                                                                                    |
|  | 12 |                         | Rafael Silva (PDT) Rafael Antônio da Silva              |                              | n/d (PDT)                                          | Sem coligação - Partido Democrático Trabalhista (PDT)                                                                                    |
|  | 13 |                         | Sérgio Roxo (PT) Sérgio Roxo da Fonseca                 |                              | Said Isa Halack (PV) Said Isa Halack               | Sem nome - Partido dos Trabalhadores (PT) - Partido Verde (PV) - Partido Popular Socialista (PPS) - Partido Comunista do Brasil (PCdoB)  |
|  | 16 |                         | Fátima Fernandes (PSTU) Fátima da Silva Fernandes Sousa |                              | n/d (PSTU)                                         | Sem coligação - Partido Socialista dos Trabalhadores Unificado (PSTU)                                                                    |
|  | 19 |                         | Marise (PTN) Marise Pereira da Silva Cione              |                              | n/d (PTN)                                          | Sem coligação - Partido Trabalhista Nacional (PTN)                                                                                       |
|  | 25 |                         | Corauci (PFL) Valdemar Corauci Sobrinho                 |                              | n/d (PFL)                                          | Sem coligação - Partido da Frente Liberal (PFL)                                                                                          |
|  | 45 |                         | Jábali (PSDB) Luis Roberto Jábali                       |                              | Delvita Pereira Alves (PSDB) Delvita Pereira Alves | Sem nome - Partido da Social Democracia Brasileira (PSDB) - Partido da Mobilização Nacional (PMN) - Partido Trabalhista Brasileiro (PTB) |

## Resultados

### Poder Executivo
| 1º Turno 3 de outubro de 1996             | 1º Turno 3 de outubro de 1996 | 1º Turno 3 de outubro de 1996 | 1º Turno 3 de outubro de 1996 |
| Candidato(a)                              | Vice                          | Votação                       | Votação                       |
| Candidato(a)                              | Vice                          | Total                         | Porcentagem                   |
| ----------------------------------------- | ----------------------------- | ----------------------------- | ----------------------------- |
| Sérgio Roxo (PT)                          | Said Isa Halack (PV)          | 87.514                        | 37,96%                        |
| Luís Roberto Jábali (PSDB)                | Delvita Pereira Alves (PSDB)  | 74.817                        | 32,45%                        |
| Valdemar Corauci Sobrinho (PFL)           | n/d                           | 31.408                        | 13,63%                        |
| João Gilberto Sampaio (PPB)               | n/d                           | 27.777                        | 12,05%                        |
| Rafael Antônio da Silva (PDT)             | n/d                           | 7.390                         | 3,21%                         |
| Marise Pereira da Silva Cione (PTN)       | n/d                           | 903                           | 0,39%                         |
| Fátima da Silva Fernandes de Souza (PSTU) | n/d                           | 715                           | 0,31%                         |
| Total de votos válidos                    | Total de votos válidos        | 230.524                       | 100,00%                       |
| Votos apurados                            |                               |                               |                               |
| Votos válidos                             | Votos válidos                 | 230.524                       | 92,50%                        |
| Votos em branco                           | Votos em branco               | 3.111                         | 1,25%                         |
| Votos nulos                               | Votos nulos                   | 15.580                        | 6,25%                         |
| Total de votos apurados                   | Total de votos apurados       | 249.215                       | 100,00%                       |
| Eleitores                                 |                               |                               |                               |
| Comparecimento                            | Comparecimento                | 249.215                       | 87,40%                        |
| Abstenções                                | Abstenções                    | 35.943                        | 12,60%                        |
| Total de eleitores                        | Total de eleitores            | 285.158                       | 100,00%                       |

| 1º Turno 15 de novembro de 1996 | 1º Turno 15 de novembro de 1996 | 1º Turno 15 de novembro de 1996 | 1º Turno 15 de novembro de 1996 |
| Candidato(a)                    | Vice                            | Votação                         | Votação                         |
| Candidato(a)                    | Vice                            | Total                           | Porcentagem                     |
| ------------------------------- | ------------------------------- | ------------------------------- | ------------------------------- |
| Luís Roberto Jábali (PSDB)      | Delvita Pereira Alves (PSDB)    | 115.098                         | 50,34%                          |
| Sérgio Roxo (PT)                | Said Isa Halack (PV)            | 113.526                         | 49,66%                          |
| Total de votos válidos          | Total de votos válidos          | 228.624                         | 100,00%                         |
| Votos apurados                  |                                 |                                 |                                 |
| Votos válidos                   | Votos válidos                   | 228.624                         | 93,85%                          |
| Votos em branco                 | Votos em branco                 | 2.689                           | 1,10%                           |
| Votos nulos                     | Votos nulos                     | 12.295                          | 5,05%                           |
| Total de votos apurados         | Total de votos apurados         | 243.608                         | 100,00%                         |
| Eleitores                       |                                 |                                 |                                 |
| Comparecimento                  | Comparecimento                  | 243.608                         | 85,43%                          |
| Abstenções                      | Abstenções                      | 41.550                          | 14,57%                          |
| Total de eleitores              | Total de eleitores              | 285.158                         | 100,00%                         |

### Poder Legislativo
| Nome do eleito   | Partido | Votos | %    |
| ---------------- | ------- | ----- | ---- |
| Coraucci Neto    | PFL     | 7.349 | 2,95 |
| Doniseti Rosa    | PT      | 6.076 | 2,44 |
| Silvana Rezende  | PSDB    | 4.699 | 1,89 |
| Plauto Leal      | PSDB    | 4.227 | 1,70 |
| Baleia Rossi     | PMDB    | 4.005 | 1,61 |
| Gasparini Júnior | PSDB    | 3.729 | 1,50 |
| Cícero Gomes     | PTB     | 3.633 | 1,46 |
| José Porto       | PSDB    | 3.165 | 1,27 |
| Dácio Campos     | PSD     | 3.161 | 1,27 |
| Delcides Canelli | PCdoB   | 3.146 | 1,26 |
| Vicente Seixas   | PSDB    | 3.102 | 1,24 |
| Morandini        | PMDB    | 3.012 | 1,21 |
| Joana Leal       | PT      | 2.992 | 1,20 |
| Dárcy Vera       | PPB     | 2.916 | 1,17 |
| José Alfredo     | PT      | 2.832 | 1,14 |
| Wandeir Gomes    | PPB     | 2.773 | 1,11 |
| Barquet Miguel   | PFL     | 2.595 | 1,04 |
| Sebastião Xavier | PFL     | 2.584 | 1,02 |
| Dr. Jorge Parada | PDT     | 2.339 | 0,94 |
| Leopoldo Paulino | PSB     | 2.328 | 0,92 |
| Sílvio Martins   | PMDB    | 2.231 | 0,90 |